# Franz-Stefan Meissel

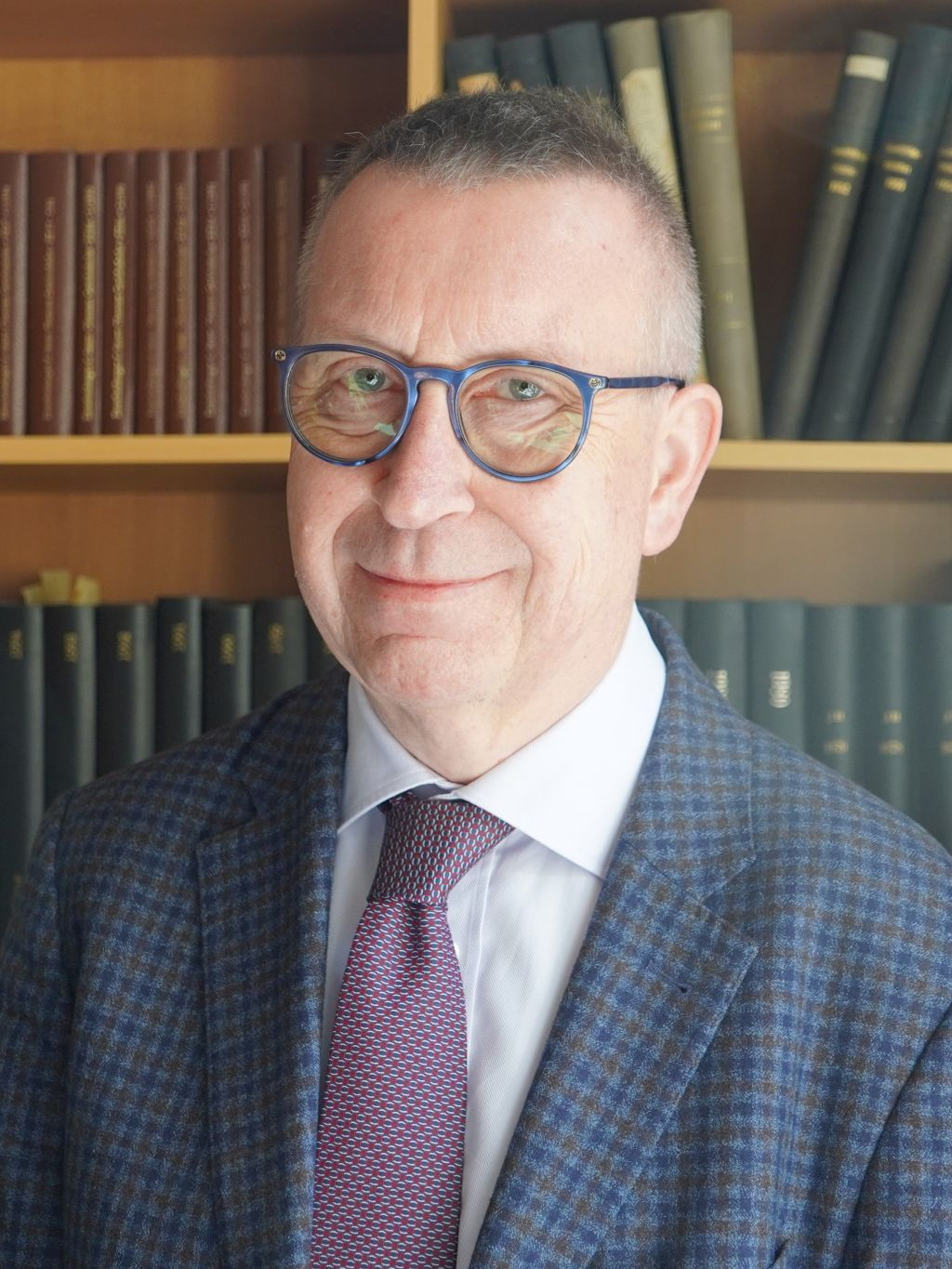
Franz-Stefan Meissel

Franz-Stefan Meissel (* 23. April 1966 in Graz) ist ein österreichischer Rechtswissenschafter. Er ist Vizedekan der Rechtswissenschaftlichen Fakultät der Universität Wien und Vorstand des dort ansässigen Instituts für Römisches Recht und Antike Rechtsgeschichte.

## Leben
Franz-Stefan Meissel wuchs in der Weststeiermark auf und maturierte (nach einem Auslandsjahr an der North Eugene High School) 1984 am Akademischen Gymnasium in Graz. Er studierte Rechtswissenschaften an den Universitäten Wien und Paris Panthéon-Assas (Mag. iur. 1988). 1993 promovierte Meissel an der Universität Wien bei Helmut Koziol. Für seine Dissertation Geschäftsführung ohne Auftrag und aufgedrängte Bereicherung im österreichischen Recht wurde ihm der Figdor-Preis der Österreichischen Akademie der Wissenschaften verliehen. 2000 habilitierte sich Meissel für die Fächer Römisches Recht und europäische Privatrechtsentwicklung. Die während seiner Zeit als Universitätsassistent bei Peter E. Pieler verfasste Habilitationsschrift Societas – Struktur und Typenvielfalt des römischen Gesellschaftsvertrages wurde 2004 mit dem Premio romanistico internazionale Gérard Boulvert als weltweit beste römischrechtliche Monographie eines Nachwuchswissenschaftlers und mit der Goldmedaille der Universität Neapel Federico II ausgezeichnet.
1999 bis 2003 arbeitete Meissel als Projektleiter der Österreichischen Historikerkommission zur Praxis der Rückstellungsverfahren in der Nachkriegszeit. 2005 wurde er zum Universitätsprofessor für Römisches Recht unter Berücksichtigung der Privatrechtsentwicklung im Rechtsvergleich an der Rechtswissenschaftlichen Fakultät der Universität Wien bestellt. Seit 2007 leitet Meissel als Direktor die Sommerhochschule der Universität Wien. Für die Rechtswissenschaftliche Fakultät der Universität Wien war er von 2008 bis 2012 als Studienprogrammleiter tätig, seit 2009 fungiert er als Doktoratsstudienprogrammleiter, seit 2016 zudem als Vizedekan der Fakultät und als Sprecher der Doctoral Academy „Communicating the Law“ (seit Juli 2020: „Advanced Research School in Law and Jurisprudence - Ars Iuris Vienna“). Mit Oktober 2018 hat er Nikolaus Benke als Vorstand des Instituts für Römisches Recht und Antike Rechtsgeschichte abgelöst. 2001/02 und 2017/18 war er außerdem Präsident der Wiener Rechtsgeschichtlichen Gesellschaft.
Ab Band 138 (2021) ist Meissel neben Ulrike Babusiaux (Zürich) und Wolfgang Kaiser (Freiburg/Breisgau) Mitherausgeber der Zeitschrift der Savigny-Stiftung für Rechtsgeschichte, Romanistische Abteilung (ZRG RA). Seit 2017 gibt er auch die von ihm initiierte University of Vienna Law Review (online open Access) heraus.
Im Jahr 2016 wurde ihm für die langjährige Leitung der Sommerhochschule der International Award der Universität Wien verliehen. 
Meissel lehrt seit 2005 jährlich als Gastprofessor an der Universität Paris Descartes, weiters war er Visiting Professor an den Universitäten Paris Panthéon-Assas (2010, 2023), Montpellier (2014), Roma Tor Vergata (2015) und Köln (2016).
Aufgrund seiner Expertise im Bereich von NS-Vermögensentzug und Rückstellungsrecht fungierte Meissel wiederholt als Konsulent und Gutachter (ua für Marina Mahler und für die IKG Wien). Von 2010 bis 2020 war er Mitglied im Beratenden Gremium zur Klärung offener Provenienzfragen in der Leopold Museum Privatstiftung („Michalek-Kommission“). 2014 bildete er gemeinsam mit Clemens Jabloner und Helmut Ofner das „Rechtsexpertenteam der Klimt/Wien 1900-Foundation“, dessen Empfehlung zur privaten Restitution des Klimtporträts Gertrude Felsövanyis führte.
2023 wurde Meissel zum Mitglied der Academia Europaea gewählt. Im selben Jahr erschien das von ihm gemeinsam mit Ulrike Babusiaux, Christian Baldus, Wolfgang Ernst, Johannes Platschek und Thomas Rüfner herausgegebene Handbuch des Römischen Privatrechts bei Mohr Siebeck.

## Publikationen (Auswahl)
- Geschäftsführung ohne Auftrag. Zwischen Quasikontrakt und aufgedrängter Bereicherung. Manz Verlag, Wien 1993, ISBN 3-214-07920-4.
- mit Susanne Kalss (Hrsg.): Zur Geschichte des Gesellschaftsrechts in Europa. Manz Verlag, Wien 2003.
- mit Thomas Olechowski und Christoph Gnant: Untersuchungen zur Praxis der Verfahren vor den Rückstellungskommissionen. Oldenbourg Verlag, München 2004, ISBN 978-3-7029-0468-5.
- Societas – Struktur und Typenvielfalt des römischen Gesellschaftsvertrages. Peter Lang Verlag, Frankfurt am Main 2004, ISBN 3-631-51749-1.
- mit Ronald Faber: Nationalsozialistisches Steuerrecht und Restitution. Manz Verlag, Wien 2006, ISBN 3-214-00148-5.
- mit Nikolaus Benke (Hrsg.): Antike – Recht – Geschichte. Symposion für Peter E. Pieler. Peter Lang Verlag, Frankfurt am Main 2009, ISBN 978-3-631-58427-9.
- mit Thomas Olechowski, Ilse Reiter-Zatloukal und Stefan Schima (Hrsg.): Vertriebenes Recht – Vertreibendes Recht (= Juridicum Spotlight. Bd. 2). Manz Verlag, Wien 2012, ISBN 978-3-214-07405-0.
- mit Laurent Pfister (Hrsg.): Le Code civil autrichien (ABGB). Un autre bicentenaire (1811–2011). Éditions Panthéon-Assas, 2015, ISBN 979-10-90429-67-3.
- mit Stefan Wedrac (Hrsg.): Privatrecht in unsicheren Zeiten. Zivilgerichtsbarkeit im Nationalsozialismus (= Beiträge zur Rechtsgeschichte Österreichs. 7. Jahrgang. Heft 2). 2017, ISBN 978-3-7001-8206-1 (online unter http://www.rechtsgeschichte.at/beitraege).
- mit Nikolaus Benke: Römisches Schuldrecht. 9. Auflage. Manz Verlag, Wien 2019, ISBN 978-3-214-14823-2.
- mit Nikolaus Benke: Juristenlatein. 4. Auflage. Manz / C. H. Beck / Stämpfli Verlag, Wien/München/Bern 2021, ISBN 978-3-214-09715-8.
- mit Helmut Ofner, Bettina Perthold-Stoitzner und Michaela Windisch-Graetz: Grundbegriffe der Rechtswissenschaften. 5. Auflage. Manz Verlag, Wien 2023, ISBN 978-3-214-25301-1.
- mit Ulrike Babusiaux, Christian Baldus, Wolfgang Ernst, Johannes Platschek und Thomas Rüfner (Hrsg.): Handbuch des Römischen Privatrechts, Mohr Siebeck, Tübingen 2023, ISBN 978-3-16-152359-5.
- mit Nikolaus Benke: Roman Law of Property. Origins and Basic Concepts of Civil Law I. Übersetzt von Caterina M. Draschan-Mitwalsky. 2. Auflage. Manz Verlag, Wien 2024, ISBN 978-3-214-25866-5.
- mit Nikolaus Benke: Römisches Sachenrecht. 12. Auflage. Manz Verlag, Wien 2024, ISBN 978-3-214-25824-5.
- mit Nikolaus Benke: Roman Law of Obligations. Origins and Basic Concepts of Civil Law II. Übersetzt von Caterina M. Draschan-Mitwalsky. 2. Auflage. Manz Verlag, Wien 2025, ISBN 978-3-214-26056-9.
- 75 Years Sommerhochschule of the University of Vienna 1949–2025. Wien 2025, ISBN 978-3-200-09934-0
- Umgang mit einem schwierigen Erbe Österreichs NS-Zeit und das Recht. Manz Verlag, Wien 2025, ISBN 978-3-214-26057-6